# Enquesta de població activa

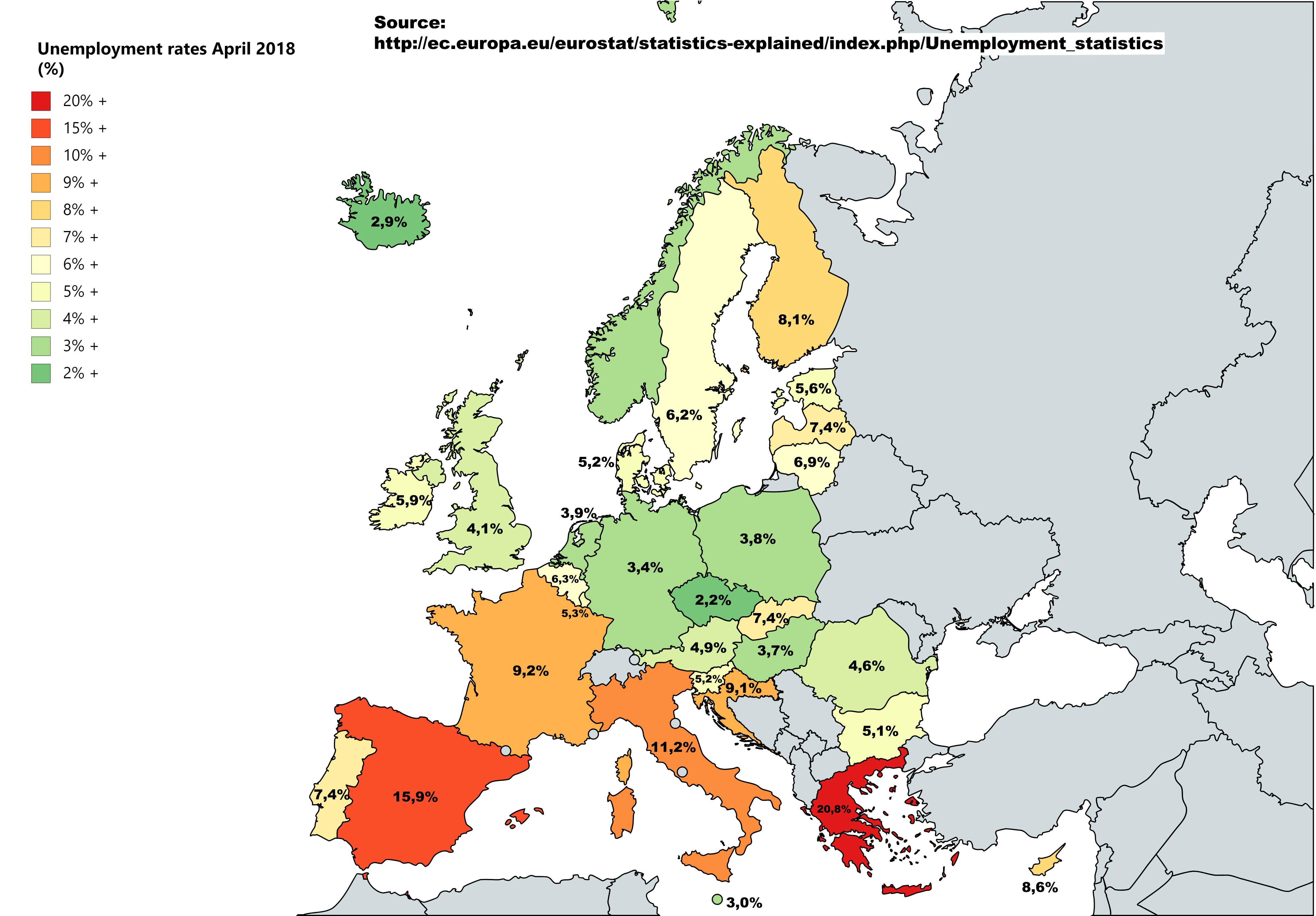
Enquesta de població activa a Europa l'any 2018.

Una Enquesta de  Població Activa (EPA) és un  estudi estadístic destinat a capturar dades sobre el mercat de treball, que s'utilitza per calcular la taxa d'atur, tal com la defineix l'Organització Internacional del Treball (OIT). L'OIT estableix les definicions i conceptes utilitzats.

## Unió Europea
Tots els Estats membres de la Unió Europea estan obligats a dur a terme una enquesta de població activa cada any. Les enquestes de població activa també es duen a terme en alguns països no pertanyents a la UE.
D'altra banda, a nivell europeu s'elabora l'enquesta mostral de població activa (també coneguda per les sigles EU LFS), que està regulada pel Reglament (CE) No 577/98 del Consell de 9 de març de 1998, relatiu a l'organització d'una enquesta mostral sobre la població activa en la Comunitat. L'EU LFS es basa en la Classificació Internacional Uniforme d'Ocupacions (CIUO, també coneguda com a ISCO), la Classificació Internacional Normalitzada de l'Educació (també coneguda com a ISCED), la Nomenclatura estadística d'activitats econòmiques de la Comunitat Europea (NACE) i la Nomenclatura de les Unitats Territorials Estadístiques (NUTS).

### Harmonització europea
Per tal de poder comparar els mercats laborals dels diferents països de la UE, la Comissió Europea exigeix uniformitat en els procediments de recollida i tractament de dades entre els estats. Per a això, ha aprovat la següent legislació:
- Reglament 577/1998, de 9 de març de 1998, que conté els principis bàsics que regulen aquests estudis.
- Reglament 1897/2000, de 7 de setembre de 2000, que estableix com a mètodes actius de cerca d'ocupació, en les quatre setmanes anteriors a l'entrevista, els següents:

1. Estar en contacte amb una oficina pública d'ocupació per tal de trobar treball, qualsevol que sigui la part que hagi pres la iniciativa (la renovació de la inscripció per raons purament administratives no constitueix un plantejament actiu).
2. Estar en contacte amb una oficina privada (oficina d'ocupació temporal, empresa especialitzada en contractació, etc.) Per tal de trobar feina.
3. Enviar una candidatura directament als ocupadors.
4. Indagar a través de relacions personals, per mediació de sindicats, etc.
5. Anunciar o respondre a anuncis de diaris.
6. Estudiar les ofertes d'ocupació.
7. Participar en una prova, concurs o entrevista, en el marc d'un procediment de contractació.
8. Buscar terrenys, locals o material, per establir-se per compte propi.
9. Realitzar gestions per obtenir permisos, llicències o recursos financers, per establir-se per compte propi.

- Reglament 2257/2003, de 25 de novembre del 2003, que introdueix els següents canvis en les variables a ser tingudes en compte en la recollida de dades:

1. Si la persona en la seva ocupació principal supervisa les tasques d'altres treballadors.
2. Si té un contracte amb una agència d'ocupació temporal.
3. El paper que han exercit les oficines públiques d'ocupació en l'obtenció del treball principal actual de la persona entrevistada: avalua la qualitat del servei prestat pels organismes públics de foment de l'ocupació (com el Servei Públic d'Ocupació Estatal espanyol -antic INEM-, etc.).
4. Caracterització de les hores extraordinàries i si són o no pagades: millora el mesurament de la jornada laboral efectivament treballada.
5. Existència o manca de serveis d'atencions a persones dependents: millora el mesurament de la incorporació de la dona al treball a temps complet.
6. Percepció o no del salari en cas d'absència prolongada del treball: permet saber si l'empleat conserva vincles laborals amb la seva empresa i, per tant, si ha de figurar com ocupada en l'EPA.

Al seu torn, aquesta legislació compleix els requisits exigits per l'Organització Internacional del Treball (OIT) en la matèria.

## Espanya
A Espanya, l'Enquesta de Població Activa és elaborada per l'Institut Nacional d'Estadística (INE) amb periodicitat trimestral, i té com a objectiu obtenir dades de la força de treball i de les persones alienes al mercat laboral. Es realitza des 1964, si bé hi ha hagut diversos canvis en el procediment estadístic al llarg del temps que afecten la continuïtat de la informació. És considerada com el millor indicador de l'evolució de l'ocupació i desocupació a Espanya.

### Procediment
L'EPA és una enquesta duta a terme en llars distribuïdes per tot el territori nacional. La unitat geogràfica bàsica per a la recollida de dades és la secció censal, divisió inframunicipal amb límits perfectament definits. A partir del primer trimestre del 2005, amb l'objectiu de complir les exigències de la Unió Europea, la mostra consta de 3.588 seccions i 18 habitatges per secció, excepte a les províncies de Madrid, Barcelona, Sevilla, València i Saragossa, en què el nombre d'entrevistes per secció és de 22 (anteriorment, la mostra estava fixada en un total de 3.000 seccions, i s'investigaven una mitjana de 20 habitatges per secció). Així, la mida mostral és d'unes 65.000 famílies, que a la pràctica queden reduïdes a unes 60.000, equivalents a unes 200.000 persones.
Les famílies incloses en la mostra estan obligades a subministrar la informació sol·licitada. D'acord amb la Llei de la Funció Estadística Pública, de 1989, els serveis estadístics podran sol·licitar dades de totes les persones físiques i jurídiques nacionals i estrangeres, residents a Espanya. Totes les persones físiques i jurídiques que subministrin dades, tant si la seva col·laboració és obligatòria com voluntària, han de contestar de forma veraç, exacta, completa i dins del termini a les preguntes dels serveis estadístics. La sanció per l'incompliment d'aquesta obligació es va fixar en multes entre 60 i 30.000 €.
Si totes les persones de 16 o més anys d'un habitatge es neguen a col·laborar en la primera entrevista, l'habitatge se substituirà pel primera suplent el grup humà del qual accepti ser entrevistat. En canvi, si la negativa es produeix en la segona i successives entrevistes, no se substituirà l'habitatge, i es repetiran els contactes en els trimestres posteriors per si el grup humà acceptés tornar a contestar. Tot grup humà que es nega a col·laborar en la primera entrevista haurà d'emplenar un qüestionari de negatives, que recull una sèrie de característiques bàsiques, com són el sexe, l'edat i la relació amb la persona principal de la persona que refusa ser entrevistada, així com l'edat, el sexe, la nacionalitat, els estudis acabats, la relació amb l'activitat, la branca d'activitat i l'ocupació de la persona principal.
La periodicitat és trimestral, per trimestres naturals, si bé presenta també dades i conclusions de caràcter anual. Per tal d'evitar el cansament de les famílies, la sisena part d'aquestes són renovades cada trimestre. És a dir, cada habitatge roman en la mostra durant sis trimestres consecutius, al cap dels quals surt de la mateixa per ser reemplaçada. A la pràctica, la data de publicació sol coincidir amb el penúltim o l'últim divendres del mes següent al trimestre considerat.
Les entrevistes es reparteixen al llarg de les 13 setmanes del trimestre. Per tant, el període de referència de la informació és la setmana immediatament anterior (de dilluns a diumenge) a la de l'entrevista segons el calendari. Les respostes a les preguntes del qüestionari aniran sempre expressades amb relació a aquesta setmana.
Geogràficament, l'enquesta ofereix informació, amb major o menor grau de detall, a nivell nacional, autonòmic i provincial.

### Modificacions

#### El 2002
El 2002 es va introduir un gran canvi metodològic en l'EPA que va afectar les definicions utilitzades en l'enquesta i al procés de càlcul de resultats:
- Es van revisar les projeccions de població del cens de 2001 per incloure el cada cop més important fenomen de la immigració.
- Es va introduir una millora tècnica en el càlcul dels resultats de l'enquesta (reponderació).
- Es va començar a aplicar la nova definició d'aturat establerta en el Reglament 1897/2000 de la Comissió Europea. Tot i que conceptualment no canviava la definició d'aturat, s'introduïen instruccions sobre com interpretar la recerca de feina. Així, es va començar a exigir el contacte amb les oficines públiques d'ocupació, per tal de trobar feina, perquè la persona fos considerada aturada (amb anterioritat, la mera inscripció en les mateixes com a demandant d'ocupació, vàlida per tres mesos, era suficient per considerar una persona com a aturada). L'efecte d'aquesta nova definició d'aturat es va traduir en què una part de les persones que fins aquest moment es venien considerant aturades van passar a ser considerades inactives.

#### El 2005
Al començament de 2005 es van adoptar certs canvis metodològics que van suposar la creació d'una nova EPA i la ruptura de la sèrie històrica d'informació. Els canvis introduïts van ser:
- Introducció de les noves variables d'acord amb el Reglament 2257/2003.
- Utilització de projeccions de població d'acord al cens de 2001. Anteriorment s'utilitzaven projeccions basades en el cens de 1991, que no havien previst la intensitat del fenomen immigratori a Espanya dels últims anys.
- Modernització del mètode de recollida de la informació: canvis en el qüestionari; entrevistes realitzades amb el mètode CATI ( computer assisted telephone interview).

Per tal d'homogeneïtzar els resultats de la nova EPA amb els dels anys anteriors, l'INE va revisar els càlculs del període 1996-2004. D'aquesta manera, la sèrie temporal actual és comparable en el temps des 1996.

### Principals resultats

#### Primer trimestre del 2013
Les magnituds estudiades en l'EPA (població de 16 anys i més, actius, ocupats, etc.) Es poden classificar segons un gran nombre de variables (estat civil, edat, nacionalitat, lloc de residència, etc.). Es mostren aquí les principals magnituds classificades segons el criteri geogràfic (a nivell de Comunitat Autònoma), d'acord amb les dades del primer trimestre del 2013.
| Comunitat autònoma   | Població de 16 anys i més | Actius     | Ocupats    | Aturats   | Taxa d'activitat | Taxa d'atur |
| -------------------- | ------------------------- | ---------- | ---------- | --------- | ---------------- | ----------- |
| Andalusia            | 6.799.200                 | 3.996.000  | 2.522.900  | 1.473.700 | 59,16 %          | 36,87 %     |
| Aragó                | 1.099.300                 | 644.400    | 535.500    | 144.100   | 59,69 %          | 22,36 %     |
| Principat d'Astúries | 915.000                   | 484.400    | 366.200    | 122.700   | 52,37 %          | 23,52 %     |
| Illes Balears        | 912.700                   | 591.800    | 449.000    | 169.000   | 65,02 %          | 28,56 %     |
| Canàries             | 1.785.700                 | 1.125.300  | 749.200    | 385.600   | 62,74 %          | 34,27 %     |
| Cantàbria            | 489.400                   | 272.500    | 225.000    | 56.900    | 56,79 %          | 19,22 %     |
| Castella i Lleó      | 2.108.100                 | 1.156.000  | 919.100    | 262.600   | 54,87 %          | 20,76 %     |
| Castella - la Manxa  | 1.688.000                 | 987.300    | 691.200    | 311.100   | 58,36 %          | 30,02 %     |
| Catalunya            | 5.958.000                 | 3.677.900  | 2.775.700  | 902.300   | 61,8 %           | 23,94 %     |
| País Valencià        | 4.158.700                 | 2.492.100  | 1.764.600  | 727.500   | 59,82 %          | 28,1 %      |
| Extremadura          | 906.000                   | 510.600    | 329.000    | 181.600   | 56,24 %          | 34,06 %     |
| Galícia              | 2.356.700                 | 1.285.900  | 998.500    | 287.400   | 55,22 %          | 21,28 %     |
| Comunitat de Madrid  | 5.239.800                 | 3.351.300  | 2.669.300  | 682.000   | 63,79 %          | 19,88 %     |
| Regió de Múrcia      | 1.186.800                 | 728.200    | 507.100    | 221.200   | 61,6 %           | 29,59 %     |
| Navarra              | 510.800                   | 305.100    | 247.100    | 58.000    | 59,95 %          | 17,15 %     |
| País Basc            | 1.777.800                 | 1.011.600  | 846.900    | 164.700   | 57,28 %          | 15,93 %     |
| La Rioja             | 257.500                   | 147.000    | 119.100    | 27.900    | 57,89 %          | 18,73 %     |
| Ceuta                | 60.300                    | 36.400     | 22.400     | 14.000    | 55,24 %          | 37,84 %     |
| Melilla              | 58.900                    | 32.900     | 22.500     | 10.500    | 54,79 %          | 28,31 %     |
| Espanya              | 38.269,500                | 22.837.400 | 16.634.700 | 6.202,700 | 59,8 %           | 27,16 %     |